# James H. Montgomery
James H. Montgomery född 27 april 1878, död 17 juni 1966 i New York, USA, amerikansk författare, främst verksam som dramatiker.

## Filmografi (urval)
- 1931 – Rena rama sanningen
- 1939 – Rena rama sanningen
- 1941 – Sanningen - och inget annat!

## Dramatik
- The Aviator (1910)
- Take My Advice (1911)
- Ready Money (1912)
  - Kontanter (Vasateatern, 1914)
- Bachelors and Benedicts (1912)
- Nothing But the Truth (1916)
  - Rena rama sanningen (Vasateatern, 1920)
- Irene O'Dare (1916)
- Oh, Look! (1918)
- Irene (1919)
- Glory (1922)
- The City Chap (1925)
- Yes, Yes, Yvette (1927)